# Schellhorn
Schellhorn – gmina w Niemczech, w kraju związkowym Szlezwik-Holsztyn, w powiecie Plön, siedziba urzędu Preetz-Land.